# Castanheiro do Norte e Ribalonga
Castanheiro do Norte e Ribalonga (oficialmente: União das Freguesias de Castanheiro do Norte e Ribalonga) é uma freguesia portuguesa do município de Carrazeda de Ansiães, com 20,7 km² de área e 403 habitantes (censo de 2021). A sua densidade populacional é 19,5 hab./km².

## História
Foi constituída em 2013, no âmbito de uma reforma administrativa nacional, pela agregação das antigas freguesias de Castanheiro e Ribalonga e tem a sede em Castanheiro.

## Demografia
A população registada nos censos foi:
| Distribuição da População por Grupos Etários | Distribuição da População por Grupos Etários | Distribuição da População por Grupos Etários | Distribuição da População por Grupos Etários | Distribuição da População por Grupos Etários | Distribuição da População por Grupos Etários |
| -------------------------------------------- | -------------------------------------------- | -------------------------------------------- | -------------------------------------------- | -------------------------------------------- | -------------------------------------------- |
| Antes da agregação                           |                                              |                                              |                                              |                                              |                                              |
| Ano                                          | 0-14 anos                                    | 15-24 anos                                   | 25-64 anos                                   | >= 65 anos                                   | Total                                        |
| 2001                                         | 80                                           | 91                                           | 321                                          | 209                                          | 701                                          |
| 2011                                         | 52                                           | 38                                           | 251                                          | 178                                          | 519                                          |
| Após a agregação                             |                                              |                                              |                                              |                                              |                                              |
| Ano                                          | 0-14 anos                                    | 15-24 anos                                   | 25-64 anos                                   | >= 65 anos                                   | Total                                        |
| 2021                                         | 29                                           | 24                                           | 188                                          | 162                                          | 403                                          |